# Estramustina
La estramustina es un medicamento que se utiliza para el tratamiento del cáncer de próstata. Su molécula combina una mostaza nornitrogenada con el estradiol mediante una unión carbamato. Su mecanismo de acción es doble, pues tiene acción citotóxica y también inhibidora de la producción de hormonas masculinas.

## Indicaciones
Está indicado en el tratamiento del cáncer de próstata avanzado, especialmente en los casos de tumores poco diferenciados y cuando la enfermedad no responde a otros fármacos.

## Mecanismo de acción
Su forma de actuar es doble, por una parte posee una acción antigonadotrofina, por lo que disminuye los niveles circulantes de la principal hormona sexual masculina que es la testosterona.
En segundo lugar tiene efecto citotóxico e impide la mitosis de las células tumorales, interfiriendo con la formación de microtúbulos en la profase y favoreciendo su degradación en la interfase.

## Efectos secundarios
Los efectos secundarios más importantes son:  ginecomastia, impotencia, hipertensión arterial, cardiopatía isquémica, retención de líquidos e insuficiencia cardiaca.